# 루슬란 로탄
루슬란 페트로비치 로탄(우크라이나어: Русла́н Петро́вич Рота́нь, 1981년 10월 29일 ~ )는 우크라이나의 전 축구 선수이자 현 지도자로 현역 시절 포지션은 미드필더였으며 현재 올렉산드리야와 우크라이나 U-21 축구 국가대표팀 겸임으로 감독직을 맡고 있다.

## 수상

### 클럽
디나모 키예프
- 우크라이나 프리미어리그: 2006–07; 준우승: 2005–06
- 우크라이나컵: 2005–06; 2006–07
- 우크라니나 슈퍼컵: 2006; 2007

드니프로
- 우크라이나 프리미어리그 준우승: 2013–14
- UEFA 유로파리그 준우승: 2014–15
- 우크라이나컵 준우승: 2003–04

### 개인
- UEFA 유로파리그: 2014–15 시즌 베스트 스쿼드
- 우크라이나 올해의 축구 선수상: 2016

## 같이 보기
- A매치 100경기 이상 출전한 축구 선수 명단